# Nivenia stokoei
Nivenia stokoei là một loài thực vật có hoa trong họ Diên vĩ. Loài này được (L.Guthrie) N.E.Br. miêu tả khoa học đầu tiên năm 1933.